# جيسينا تير بورخ
جيسينا تير بورخ (15 نوفمبر 1633 – 16 أبريل 1690) فنانة تصويرية من العصر الذهبي الهولندي، اتسمت معظم أعمال التشكيلية بالألوان المائية. واقتبست أغلبها من حياتها اليومية العائلية والأحداث الجارية في تلك الفترة. اشتهرت أعمالها بالبساطة العميقة.

## سيرتها الذاتية
ولدت تير بورخ في 15 نوفمبر 1633 بديفينتر، وهي ابنة الرسام جيرارد تير بورخ، وأخت جيرارد تير بورخ الإبن الذي اكتشف موهبتها في الرسم وساعدها في تطويرها. وبعد وفاته خلال الحرب الإنجليزية الثانية، سيطر عليها الحزن العميق، حيث انتقلت إلى زفوله وتوفيت هناك في 16 أبريل 1690.

## أعمالها

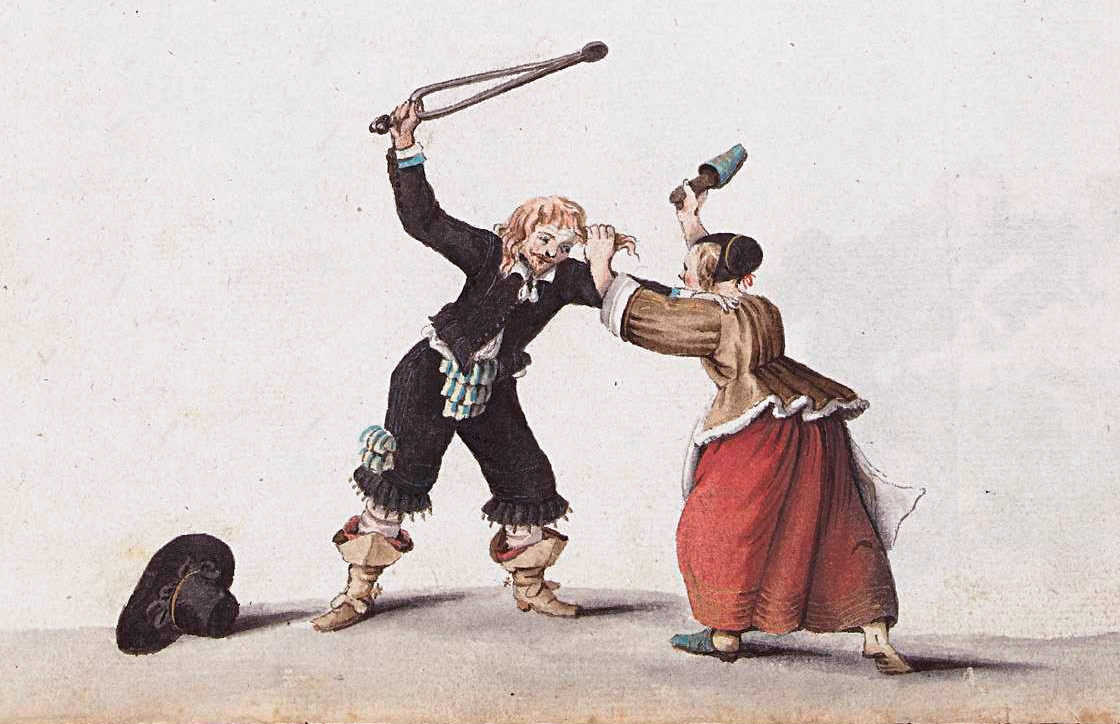
الصراع الداخلي
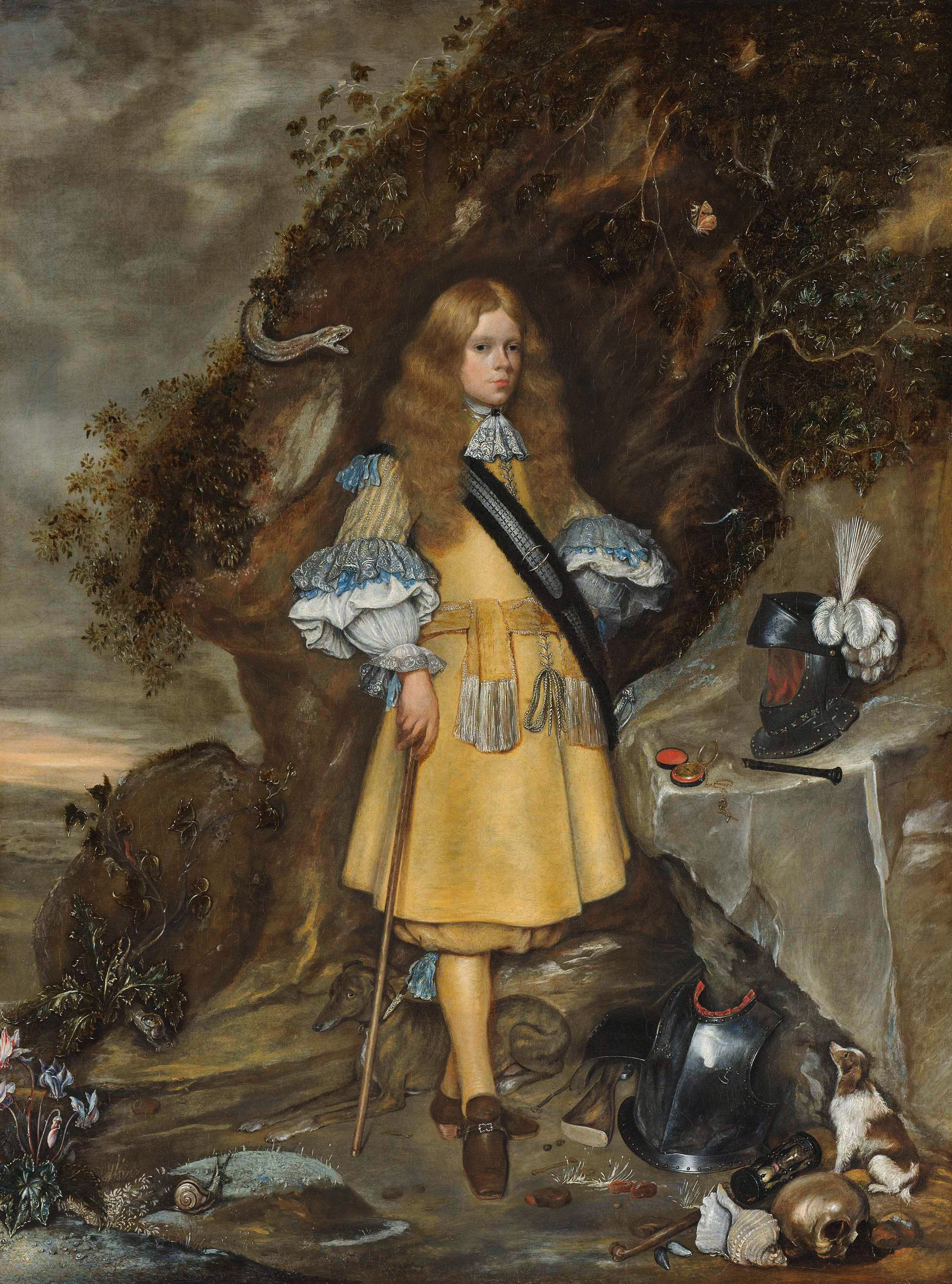
بورتريه ذاتي بواسطة أخيها.